# موسیقی تجربی

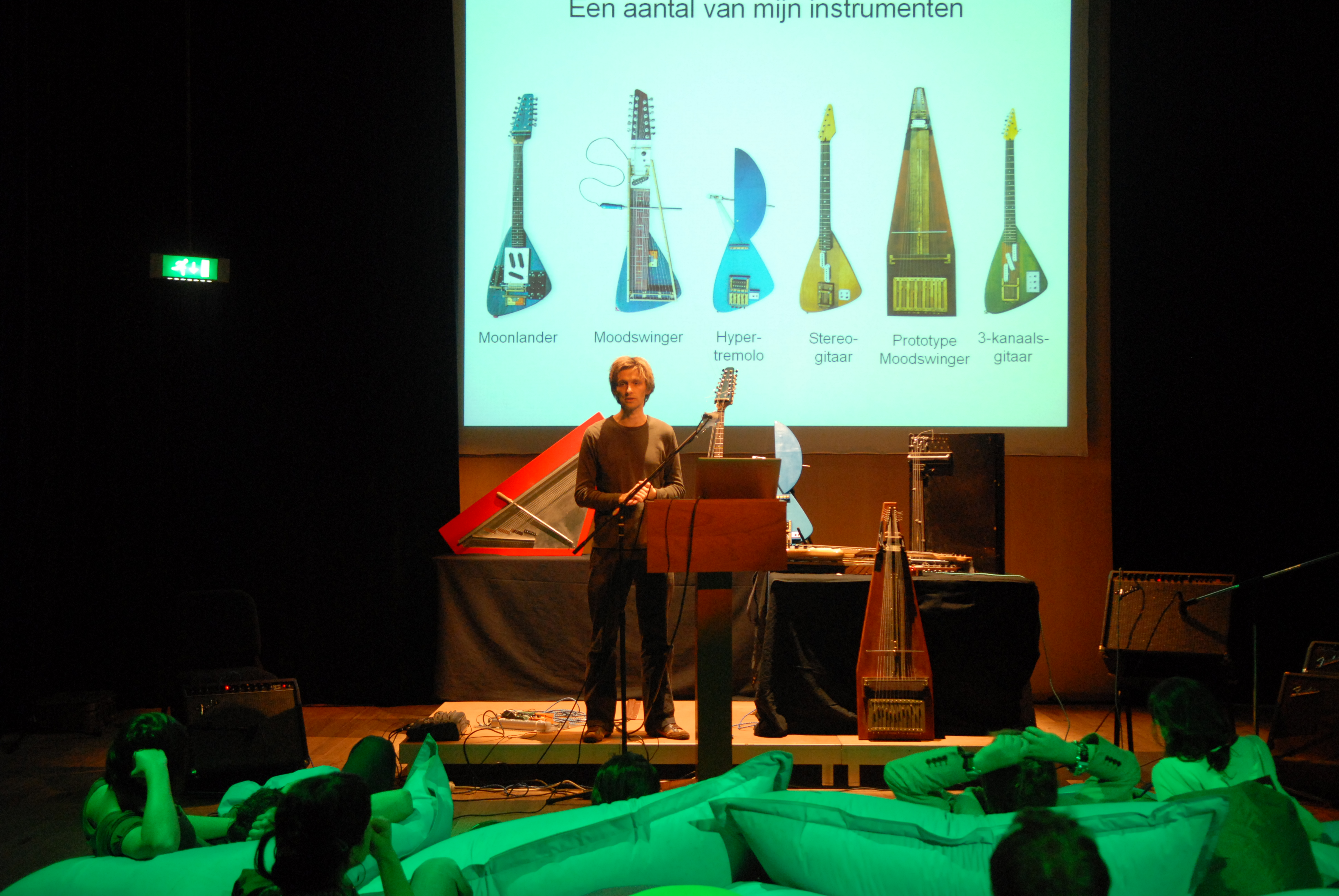
تصویری از سخنرانی در مورد موسیقی تجربی

موسیقی تجربی (به انگلیسی: Experimental music)  به نوع خاصی از موسیقی گفته می‌شود که بیشتر در اواسط قرن بیستم میلادی و در آمریکایی شمالی ظهور کرد و در آن نتیجهٔ کار قابل پیش‌بینی نبود. جان کیج یکی از مشهورترین و تأثیرگذارترین موسیقی‌دانان این سبک بود. لفظ تجربی یا اکسپریمنتال همچنین به عنوان پسوند به همراه دیگر سبک‌های موسیقی نیز قرار می‌گیرد که معنی آن قرارگیری آن موسیقی در آن سبک خاص اما با تغییراتی در زیربنای سبکی آن موسیقی یا ترکیبی از سبک‌های مختلف یا به وجود آوردن شیوه‌ای نوین و غیرمعمول در موسیقی و عموماً یگانه نیز هست. به‌طور مشابه بسیاری از اوقات این موسیقی به عنوان موسیقی تلفیقی نیز شناخته می‌شود که در آن سبک‌های مشخص و قابل تشخیص با هم ترکیب می‌شوند. در اواخر دههٔ پنجاه برای موسیقی که با کامپیوتر ساخته می‌شد نیز از همین لفظ استفاده می‌گردید و برخی اوقات به موسیقی الکترونیک و موسیقی کنسرت نیز نسبت داده می‌شد. در بین روزنامه‌نگاران موسیقی تجربی به موسیقی که در جریان کلی موسیقی جایی ندارد و یک جریان مستقل موسیقایی را دنبال می‌کند نیز گفته می‌شود.